# Geschichte der militärischen Luftfahrt der Vereinigten Staaten

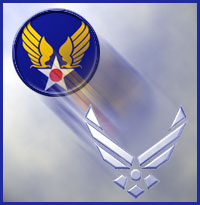
Links oben: Logo der USAAF, rechts unten: Aktuelles Logo der United States Air Force (2008)

Die militärische Luftfahrt der Vereinigten Staaten ist seit 1907 mehrmals in den Streitkräften der Vereinigten Staaten neu organisiert worden und ist in ihrer Bedeutung von einem Experiment zum strategischen Primat der amerikanischen Kriegsführung herangewachsen.

## Aeronautical Division des United States Army Signal Corps
Im Januar 1905 erwog das Kriegsministerium, der Vorläufer des heutigen Verteidigungsministeriums ein Angebot, das es von zwei Erfindern aus Dayton, Ohio erhalten hatte, die der Regierung eine Flugmaschine liefern wollten, die schwerer als Luft war. Die Tatsache, dass damals viele bezweifelten, dass die Brüder Wilbur und Orville Wright wirklich ein funktionsfähiges Flugzeug gebaut hatten, ist ein Teil der Luftfahrtgeschichte. Aber das Board of Ordnance and Fortifications, das Komitee, das den Vorschlag der Brüder Wright untersuchte, musste auch noch weitere Tatsachen in Betracht ziehen. Außerhalb der Science Fiction war es damals durchaus nicht ganz klar, welche Rolle Luftschiffe, Segelflugzeuge und Flugzeuge in der Kriegsführung spielen würden. Nur Ballons hatten ihren praktischen Wert erwiesen. Das revolutionäre Frankreich hatte 1794 einen Ballon in der Schlacht bei Fleurus eingesetzt. Auch im amerikanischen Bürgerkrieg waren Ballons eingesetzt worden, und das U.S. Army Signal Corps hatte die Aufgabe erhalten, diese zu erwerben und zu bedienen. Allerdings schuf das Signal Corps erst 1892 eine permanente Ballonabteilung, deren Einsatz im Krieg mit Spanien im Jahre 1898 aber nicht sehr erfolgreich war. Vom Ende des Sezessionskrieges bis zum Jahr 1907 hatte das Signal Corps acht Ballons beschafft.
Im Jahre 1898 vergab das Signal Corps den Auftrag zum Bau eines Flugzeugs an Samuel P. Langley, den Sekretär der Smithsonian Institution, doch dessen Erprobung endete am 8. Dezember 1903 mit einem spektakulären Sturz in den Potomac River, nur neun Tage vor dem ersten Flug der Gebrüder Wright. Das Kriegsministerium, das im Jahre 1905 immer noch an diese peinliche Episode dachte, lehnte deshalb das neue Angebot ab.
Am 1. August 1907 gründete Brigadegeneral James Allen, als Chief Signal Officer of the Army Kommandeur des Signal Corps, auf Anregung seines neuen executive officers George Owen Squier in seinem sechsten Memorandum des Jahres eine Aeronautical Division, die die Oberaufsicht über alle Belange der „militärischen Ballonfahrerei, Luftmaschinen und verwandter Subjekte“ führen sollte:

„This division will have charge of all matters pertaining to military ballooning, air machines, and all kindred subjects. All data on hand will be carefully classified and plans perfected for future tests and experiments. The operations of this division are strictly confidential, and no information will be given out by any party except through the Chief Signal Officer of the Army or his authorized representative.“

Die Abteilung bestand anfangs aus einem Offizier, Captain Charles deForest Chandler, und zwei Mannschaften. Kurze Zeit später wurde ihr noch der von der Kavallerie kommende 1st Lt. Frank P. Lahm zugeteilt.
Im Juli 1908 kaufte die Aeronautical Division von Ballonpionier Thomas Scott Baldwin ihren ersten Lenkballon, den man in Fort Omaha, Nebraska, zur Schulung von Soldaten einsetzen wollte. Bei Testflügen von Baldwin und Glenn Curtiss konnten alle Spezifikationen bis auf die Geschwindigkeit erfüllt werden und das Luftschiff wurde als Signal Corps Dirigible No. 1 (SC-1) in den Dienst übernommen. Baldwin bildete daraufhin die Leutnante Lahm, Thomas E. Selfridge und Benjamin D. Foulois mit dem Gerät aus. Den ersten Alleinflug von Armeeoffizieren mit SC-1 unternahmen Lahm und Foulois im Mai 1909.
Ihr erstes motorisiertes Flugzeug, das für 25.000 Dollar von den Brüdern Wright gekauft worden war, testete die Abteilung vom 20. August 1908 an in Fort Myer im Bundesstaat Virginia. Am 9. September desselben Jahres verunglückte Lieutenant Selfridge bei einem missglückten Testflug tödlich, während sein Begleiter Orville Wright überlebte. Nach zusätzlichen Experimentalflügen, die zunehmend ohne Komplikationen verliefen, gab die Army dem Flugzeug vom Typ Wright Model A am 2. August 1909 die Bezeichnung Airplane No. 1.
Im Haushaltsjahr 1911 wies der Kongress der Vereinigten Staaten dem Signal Corps $ 125.000 zur Beschaffung einer Flugzeugflotte von zehn weiteren Maschinen zu. Gegen Ende des Monats Oktober des Jahres 1912 besaß es aber nur neun, da eine der Neuanschaffungen bei einem Unfall zerstört und Airplane No. 1 der Smithsonian Institution übergeben worden war.
Im Jahre 1913 wurden die in Augusta, Georgia, und Palm Beach, Florida, trainierenden Flieger zu Manövern der 2. US-Infanteriedivision bei Galveston, Texas, abkommandiert. Der Chief Signal Officer George P. Scriven wies ihnen wenige Tage vor Beginn der Übungen als Einheit den Namen 1st Provisional Aero Squadron (dt.: „1. provisorische Luftstaffel“) zu. Am 8. Dezember 1913 trat die vier Tage zuvor verfügte Umbenennung als 1st Aero Squadron („1. Luftstaffel“) in Kraft. Dieser Verband ist bis zum heutigen Tag unter wechselnden Bezeichnungen im Dienst gewesen und war auch die erste reine Flugeinheit, die im Jahre 1916 gegen Mexiko einen Kampfeinsatz flog. Zum Geschwaderkommandeur bestimmte der Erlass Captain Charles deForest Chandler.
Am 18. Juli 1914 gründete der Kongress im Aviation Service Act (ch. 186, 38 Stat. 514) die Aviation Section, U.S. Signal Corps. Die Aeronautical Division diente fortan als Vertretung der Aviation Section in Washington, D.C. Das Gesetz erweiterte die Kompetenz auf alle materiellen Angelegenheiten, welche die militärische Luftfahrt betrafen, ebenso wie die Ausbildung aller Offiziere in diesem Bereich.

## Erster Weltkrieg

US Army Air Service Roundel

Bei Ausbruch des Ersten Weltkriegs im August stellte die 1st Aero Squadron mit einer Sollstärke von 12 Offizieren, 54 Unteroffizieren und Mannschaften sowie sechs Flugzeugen die gesamte taktische Luftstreitkraft der Vereinigten Staaten; sie war daher gegenüber den Luftstreitkräften der europäischen Großmächte militärisch wertlos. Der Kongress, der bis heute nicht nur das Budget, sondern auch die maximale Größe des Militärs bis in bestimmte Verbände hinein festlegt, billigte eine eingeschränkte Erweiterung, sodass die Aviation Section im Dezember 1915 aus 44 Offizieren, 224 Unteroffizieren und 23 Flugzeugen bestand. Zu dieser Zeit etablierte sich eine Luftkompanie auf den Philippinen und eine Luftfahrtschule für Offiziere in San Diego, Kalifornien. Die Aviation Section forderte die Heeresführung und den Kongress auf, die Luftstreitkräfte auf 24 Geschwader zu vergrößern. Diese sollten sich mit sieben auf die Regular Army und mit zwölf Geschwadern auf die Nationalgarde verteilen, während die restlichen fünf für die Verteidigung der Küsten vorgesehen waren. Bis zum Frühjahr 1917 setzte man diese die Forderung der Luftfahrtsektion um, auf organisatorischer, personeller und technischer Sollstärke war jedoch weiterhin allein das 1. Luftgeschwader. Daher traf der Eintritt der Vereinigten Staaten in den Ersten Weltkrieg am 6. April desselben Jahres die militärische Luftfahrt unvorbereitet.
Die Aufteilung der amerikanischen Militärluftfahrt über mehrere Heeresverbände und -institutionen an der Front hinweg erschwerte die Koordination amerikanischer Luftaktivitäten, was zur Gründung übergeordneter Befehlsebenen führte. Einheiten mit ähnlicher Funktion wurden in Gruppen organisiert, von denen die erste die I Corps Observation Group war. Im darauf folgenden Monat bildeten die American Expeditionary Forces (AEF) die erste untergliederte Jagdfliegereinheit und später die erste Gruppe für Tagesbombardements.
In ihrem knapp neunmonatigen Einsatz in der amerikanischen Expeditionsstreitkraft auf Seiten der Triple Entente an der Westfront stellten die letztendlich 740 Luftfahrzeuge der Vereinigten Staaten knapp 10 % der westlichen Luftstreitkräfte. Dabei gingen 150 Bombenangriffe auf die amerikanischen Luftstreitkräfte zurück, die bis zu 160 Meilen hinter die deutschen Linien vordrangen und bei denen sie insgesamt ungefähr 138 t Bombenlast abwarfen. Der Air Service verlor während des Krieges 289 Flugzeuge und 38 Ballons. Dem standen als Abschüsse 756 feindliche Flugzeuge und 76 Ballons gegenüber.
Massive Probleme gab es demgegenüber im Bereich der Produktion. Es gelang nicht, die Flugzeuge der Alliierten an amerikanische Standards anzupassen und die Ersatzteilproduktion war nicht einmal in Ansätzen ausreichend. Da die USA vor allem Personal stellten, es ihnen aber oft an Ausrüstung fehlte, setzte die AEF überall dort, wo ausgebildete Piloten über keine Maschine verfügten, französische Flugzeuge ein. Trotz ehrgeiziger Ziele und großzügiger Finanzierung gelang es den Vereinigten Staaten nicht, den technischen Vorsprung der europäischen Großmächte einzuholen.
Am 20. Mai 1918 verfügte US-Präsident Woodrow Wilson daher die Übertragung der Oberaufsicht über die militärische Luftfahrt auf zwei neu gegründete Behörden im Kriegsministerium der Vereinigten Staaten. Das Bureau of Aircraft Production unter der Leitung von John D. Ryan betreute vor allem die Neuanschaffung von Flugzeugen, während die Flugzeugkonstruktion zunächst in den Händen des Militärs verblieb. Demgegenüber ging die Befehlsgewalt auf Generalmajor William L. Kenly in der Division of Military Aeronautics über.
Das Kriegsministerium erkannte diese Behörde am 24. Mai als Air Service of the US Army an. Am 27. August 1918 ernannte Wilson Ryan zum Direktor des Air Service und zum zweiten assistierenden Kriegsminister.
Die gängige Praxis der amerikanischen Verteidigungspolitik, nach einem sicheren Kriegsende radikal zu demobilisieren, traf auch die Luftstreitkräfte. Bei Waffenstillstand verfügten sie über 185 fliegende Staffeln, 44 Baueinheiten, 114 Luftwaffenversorgungsstaffeln, 11 Ersatzstaffeln, 86 Ballonkompanien, 6 Ballongruppenhauptquartiere, 15 Baukompanien und 55 Photographensektionen. Bis zum 22. November 1919 war diese Zusammensetzung auf eine Bau-, ein Ersatz-, 22 Luftstaffeln, 32 Ballonkompanien und 15 Photographensektionen gefallen. Im gleichen Zeitraum verringerte sich die Anzahl der Offiziere von 19.189 auf 1.168 Mann. Die übrige Personalstärke fiel von 178.149 auf 8.428 Mann im Frieden.

## Zwischenkriegszeit
Im Jahre 1920 erließ der Kongress den Army Reorganization Act, der die Luftstreitkräfte zu einer eigenständigen Waffengattung der Armee erhob. Nunmehr war der Chief of the Air Service automatisch ein Generalmajor, sein Stellvertreter ein Brigadegeneral. Ihm wurde das Kommando über alle luftfahrttechnischen Ausbildungsstätten, Depots und ähnliche Einrichtungen übertragen. Die taktischen Luftschlagkapazitäten der USA wurden darüber hinaus neun regionalen Corpskommandeuren unterstellt. Über das Gros der 1920er hinweg betrug die Offensivkapazität des Air Service eine Jagd-, eine Angriffs- und eine Bombergruppe. Darüber hinaus war jeweils eine Gruppe für die Philippinen, den Panamakanal und für anderweitige Auslandseinsätze vorgesehen.
Zur selben Zeit nahm die Ausbildung in dieser Waffengattung zunehmend Gestalt an. Der Großteil der Flugausbildung fand in Texas statt. Technische Schulen für Offiziere und Nichtoffiziere waren gleichermaßen in Chanute Field, Illinois, angesiedelt. Die Air Service Tactical School zog 1931 vom Langley Field in Virginia zum Maxwell Field in Alabama.
Die Amerikaner waren in den 1920er und 1930er Jahren von der Luftfahrt fasziniert und wollten nicht zulassen, dass der Konservatismus des Kriegsministeriums Innovationen blockierte. General Billy Mitchell, der stellvertretende Direktor des Air Service, versuchte, der Marine die Kontrolle über die Küstenverteidigung zu entreißen. Er ging an die Öffentlichkeit und behauptete, dass seine Flugzeuge jederzeit Schlachtschiffe versenken könnten, was er mit einer Reihe von Tests bewies, die in der Versenkung der Ostfriesland gipfelten. Mitchell verlor 1925 seine Selbstbeherrschung, als er der Marine in einer Pressemitteilung "Inkompetenz, kriminelle Nachlässigkeit und eine fast verräterische Verwaltung der Landesverteidigung" vorwarf. Ein Gericht suspendierte ihn wegen dieser Äußerungen für fünf Jahre vom aktiven Dienst ohne Sold, was Präsident Coolidge später auf die Hälfte des Soldes reduzierte. Mitchell trat stattdessen am 1. Februar 1926 zurück.
Durch den Air Corps Act benannte der Kongress den United States Army Air Service 1926 in United States Army Air Corps um. Daneben erkannte das Gesetz die zunehmende Bedeutung der militärischen Luftfahrt durch die Schaffung des Amtes eines Staatssekretärs in Kriegsministerium für die Luftwaffe (Assistant Secretary of War for Air) an. Zu diesem Zeitpunkt bestand das Air Corps aus 919 Offizieren und 8.725 Unteroffizieren und Mannschaften. Die Ausrüstung bestand aus knapp 1.000 Fluggeräten, von denen 60 Jäger und 169 Beobachtungsflugzeuge waren.
Im August 1926 zentralisierte das Heer die Pilotenausbildung beim Air Corps Training Center in San Antonio, Texas. Zusätzlich stellte es die Versorgung ihrer Waffengattung durch speziell für die Logistik zuständige Unterabteilung namens Materiel Division, Air Corps auf ein stärkeres Fundament und schuf Synergien. Von Dayton, Ohio, zog es ein Jahr später zum nahe gelegenen Wright Field, welches dadurch zur wichtigsten Versorgungsbasis des Air Corps erhoben wurde.
In dieser Zeit wurden auf vielen Gebieten technische Entwicklungen vorangetrieben, beispielsweise die Luftbetankung und die Erprobung neuer Kampfflugzeuge und Bomber wie dem Martin B-10.
Bis 1932 wuchs das Air Corps auf 1.305 Offiziere, 13.400 Nichtoffiziere (inklusive Kadetten) und 1.709 Luftfahrzeuge an. Ihm gehörten zwei Luftschiff- und zwei Ballongeschwader an. 1935 aktivierte das Heer ein seit 1933 in Vorbereitung befindliches Hauptquartier namens General Headquarters Air Force (GHAF). Es unterstellte die neun Kommandogebiete des Air Corps einer zentralen Instanz. Das Office of the Chief of the Air Corps und das GHAF waren auf derselben Befehlsebene angeordnet und berichteten dem Vertreter des Heeres im Generalstab gleichberechtigt.
Ab 1937 kam die B-17 Flying Fortress zum Einsatz.
US-Präsident Franklin Roosevelt befürchtete zu diesem Zeitpunkt eine Verwicklung der Vereinigten Staaten in den damals auf Europa beschränkten Zweiten Weltkrieg. Vor diesem Hintergrund erkannte er die zunehmende Bedeutung der Luftkriegsführung und setzte sich für eine massive Vergrößerung des Air Corps ein. Nachdem er sich 1938 der politischen Unterstützung seiner engsten Mitarbeiter im Weißen Haus vergewissert hatte, beantragte er beim Kongress am 12. Januar 1939 die Finanzierung eines Programms, das das Air Corps auf 10.000 Fluggeräte vergrößern sollte. Hiervon sollten 7.500 Kampfflugzeuge sein. Dies stellte eine weitere Steigerung gegenüber der ursprünglichen Planung von 7.000 Fluggeräten dar. Der Kongress bewilligte der Luftmacht ein Budget von $ 300 Mio., jedoch unter besonderem Verweis darauf, dass die Anzahl der Flugzeuge insgesamt nicht 6.000 überschreiten dürfe.

## Zweiter Weltkrieg

Kokarde des Army Air Corps

Nach Kriegsausbruch lockerte sich die kritische Haltung des Kongresses derart, dass das Air Corps nun fast reibungslos alles erhielt, was es beantragte. Unter dem Eindruck der deutschen Blitzkriegsstrategie forderten Kommandeure der militärischen Luftfahrt 54 kampffähige Gruppen. Der Kongress übertrumpfte dies mit seiner Bewilligung von Mitteln für 84 Kampfformationen mit 7.800 Flugzeugen und 400.000 Mann Personal bis zum 30. Juni 1942. Bis zum Ende des Krieges schwoll das Air Corps von 26.500 Mann und 2.200 Flugzeugen im Jahre 1939 auf 2.253.000 Männer und Frauen sowie 63.715 Flugzeuge an. Bereits seit 1939 baute das Kriegsministerium die Basen und ausbildenden Institutionen für die Luftstreitkräfte vor allem in Übersee massiv aus.
Ebenso waren die ersten Kriegsjahre trotz einer vorläufigen Zurückhaltung der USA von hektischen Organisationsmaßnahmen geprägt. Am 19. November 1940 wurde das General Headquarters Air Force der Befehlsgewalt des Chief of the Air Corps entzogen und dem Kommandeur der Army Field Forces zugewiesen. Am 20. Juni 1941 gründete der damals amtierende Vertreter des Heeres im Generalstab, George C. Marshall, die United States Army Air Forces, um sowohl das Air Corps als auch das Air Force Combat Command angesichts ihres massiven Wachstums unter geeigneter militärischer Oberaufsicht zu halten.
In der ersten Hälfte des Jahres 1941 leitete das Kriegsministerium eine Reihe von Maßnahmen ein, um auch für Institutionen, die nicht direkt am Kampfgeschehen teilnahmen, eine Hierarchie zu schaffen. Hieraus ging auch das Flying Training Command hervor, welches neue Ausbildungsprogramme sowohl für Bodencrews als auch für technisches Personal entwickeln, zuweisen und koordinieren sollte. Im nächsten Jahr übernahm es darüber hinaus die Verantwortlichkeit für die Pilotenausbildung. Das Mitte 1942 aufgestellte Air Corps Ferrying Command steuerte die Zuteilung von Flugzeugen und Piloten an die anderen Alliierten. Mit zunehmender Expansion wurde es dem Air Transport Command zugewiesen.
Gleichermaßen wurde eine Kommandostelle nötig, um die Versorgung und Wartung der Luftstreitkräfte zu dirigieren. Dies geschah im Air Corps Maintenance Command, welches dem Air Corps Materiel Division zugewiesen wurde. Die Materiel Division konzentrierte sich im Folgenden auf die Beschaffungspolitik und die Entwicklung neuer Technologien.
Eine größere Strukturmaßnahme leitete das Kriegsministerium am 9. März 1942 ein, indem es drei voneinander unabhängige Heereskommandos schuf: Army Ground Forces, Services of Supply (ab 1943 unter dem Namen Army Service Forces), und Army Air Forces. Obwohl dieser Schritt für sich allein administrativer Natur war, signalisierte er neben anderen die wachsende Bedeutung der Heeresfliegerei, die durch die diversen Strukturmaßnahmen auf Kommando- und Ministerialebene zusätzlich auch in der Hierarchie der Waffengattungen aufstieg. Steckte die militärische Fliegerei am Anfang des Zweiten Weltkrieges noch immer in den Kinderschuhen, war sie bei dessen Ende eine der wichtigsten militärischen Waffengattungen und Organisationen mit unzähligen Geschwadern, Korps, Kommandos und zugewiesenen Truppenteilen und mit mehreren Millionen Mann herangewachsen. Diese hatte im Luftkrieg entscheidend zum Sieg der Alliierten über die Achsenmächte beigetragen.
Für die Luftstreitkräfte eingesetzt hatte sich vor allem der Luftfahrtpionier und General Henry H. Arnold, unter dessen Führung von 1941 – 1945 die Bandbreite der Flugzeugtypen stetig gestiegen war und die USAAF so ihrem Aufgabenprofil anpasste. Unter diesen Typen befanden sich so bekannte Modelle wie das Transportflugzeug C-47 Skytrain, das vielseitige Jagdflugzeug P-51 Mustang, der robuste Bomber B-17 Flying Fortress und der Langstreckenbomber B-29 Superfortress. Mit diesem Modell führten die USA die Atombombenabwürfe auf Hiroshima und Nagasaki 6. und 9. August 1945 durch.

## Kalter Krieg

Kokarde der Air Force

Nach dem Zweiten Weltkrieg setzte wie nach dem Ersten eine rasche Demobilisierung des gesamten Militärs ein, wovon auch die USAAF betroffen waren. In einer Anordnung vom 21. März 1946 befahl das Kriegsministerium die Schaffung zweier neuer Oberkommandos. Die Continental Air Forces formierten sich zum neuen  Strategic Air Command. Die Ressourcen, die den ehemaligen Continental Air Forces zur Verfügung gestanden hatten, wurden nun unter dem SAC und den beiden neuen Dienststellen aufgeteilt, dem Air Defense Command und dem Tactical Air Command. Zusammen mit dem Air Transport Command waren nun alle kriegswichtigen Aufgaben einer Luftstreitmacht – strategische, taktische, defensive und logistische – in einer eigenen Dienststelle verkörpert, sodass der organisatorische Grundstein für eine eigenständige Teilstreitkraft gelegt war.
Am 26. Juli 1947 trat der National Security Act in Kraft, der die USAAF zu einer eigenständigen Teilstreitkraft erhob und ihr den bis heute verwendeten Namen United States Air Force gab. Das Kriegsministerium und das Ministerium des Heeres, der Marine und der Luftstreitkräfte wurden im neuen Verteidigungsministerium zusammengefasst und der Generalstab reorganisiert. Erster Staatssekretär für die Air Force wurde Stuart Symington, erster Generalstabsvertreter Carl A. Spaatz. Auch technisch erreichte die militärische Luftfahrt der Vereinigten Staaten ein neues Zeitalter, als Testpilot Chuck Yeager am 14. Oktober das Experimentalflugzeug Bell X-1 über die Schallgrenze hinaus beschleunigte.
Während der Berlin-Blockade 1948/49 versorgten „Rosinenbomber“, zum größten Teil aus dem Inventar der USAF und der britischen  Royal Air Force die Stadt fast ein Jahr lang über eine Luftbrücke. Mit 278.000 Flügen und 2,1 Millionen Tonnen befördertem Material war die streitkraftintern als Operation Vittles bezeichnete Luftbrücke die bis heute größte Lufttransportoperation überhaupt. Dabei kamen Transportflugzeuge wie Douglas C-47, Douglas C-54 Skymaster und Lockheed C-121 zum Einsatz.
Die erfolgreiche Zündung der ersten sowjetischen Atombombe am 29. August 1949 versetzte die politische und militärische Führung in Aufregung. Dieses Ereignis befeuerte eine Doktrinendiskussion innerhalb des Militärs, ob nun die aufstrebende amerikanische Luftwaffe oder die traditionsreiche Marine das strategische Primat stellen und Träger der nuklearen Abschreckung sein sollte. Die Tendenz zur Air Force löste in der Führung der Marine den Aufstand der Admirale aus. Kern dieser Auseinandersetzung war die Auseinandersetzung darüber, ob eine große strategische Bomberflotte oder eine große flugzeugträgerorientierte Marine, wie sie sich gerade im vorangegangenen Weltkrieg für die USA als erfolgreich erwiesen hatte, der beste Weg sei, um die Sowjetunion abzuschrecken und einen möglichst erfolgreichen nuklearen Erstschlag zu führen.
Aufgrund ihrer Tradition unter dem Dach des Heeres versuchte die ehemalige Mutterstreitkraft der militärischen Luftfahrt, den Aufbau der Air Force zu verlangsamen. Diese Konkurrenz zwischen den beiden Teilstreitkräften führte zum Key-West-Abkommen, welches der Army verbot, „Starrflügelflugzeuge“ zu entwerfen, zu produzieren und zu beschaffen. Diese Begrifflichkeit dient dem Heer bis heute als (mittlerweile akzeptierte) Legitimation, eine vollständig aus Hubschraubern bestehende Heeresfliegerei zu betreiben.
Der Verlauf des Koreakrieges bewirkte einen Meinungsumschwung in den Vereinigten Staaten zugunsten der Luftkriegsführung. In Zusammenarbeit mit Heeres- und -Marinefliegern gelang es der Air Force, vor allem mit ihren schnellen und wendigen F-86 Sabre die Luftüberlegenheit über der koreanischen Halbinsel zu sichern, was das Patt im Jahre 1953 ermöglichte. Die Führung der Air Force zog daraus die Konsequenz, massive Vorwärtsstationierung an möglichen Brennpunkten zu entwickeln, beispielsweise die United States Air Forces in Europe (USAFE). Dieser Verband stellte eine grundlegende Bedingung für die Gründung und das Fortbestehen der NATO dar.
Während des Kalten Kriegs unternahm die amerikanische Luftwaffe regelmäßig Aufklärungsflüge unter Verletzung des sowjetischen Luftraums, wobei es zu mehreren spektakulären Abschüssen amerikanischer Flugzeuge kam (siehe auch Abschuss einer Hercules über Armenien, Francis Gary Powers, MiG-17#UdSSR).
Im Vertrauen auf das Strategic Air Command entwickelte General Curtis LeMay die strategische Bombardierung zur Luftstrategie der ersten Wahl. Dabei ließ er die Bomberflotte aus B-52 Stratofortress ab den 1960er Jahren um eine wachsende Zahl an Interkontinentalraketen ergänzen, die in Silos vor feindlichem Beschuss geschützt waren, beispielsweise durch die Typen Minuteman und Titan. Zusammen mit den abschussfähigen Atom-U-Booten der Marine bildeten sie die „Triade“ amerikanischer Abschreckung und zugleich einen Kompromiss zwischen den rivalisierenden Teilstreitkräften. Im gleichen Zeitraum begann die Air Force, immer mehr Verantwortung im Weltall zu übernehmen, die das Militär zunehmend auf Satelliten zur Navigation und Orientierung vertraute.
Nach dem Tonkin-Zwischenfall im Jahre 1964 brach der Vietnamkrieg offen aus. In diesem Krieg setzten die Vereinigten Staaten vor allem vier Flugzeugtypen ein: die F-4 Phantom II diente als Allzweckflugzeug, während die F-105 Thunderchief der taktischen Bombardierung Nordvietnams diente. Für die strategische Bombardierung mutmaßlicher Dschungelfestungen und -lager, aber auch von Flugplätzen, Bahnhöfen, Tanklagern und anderen Zielen in Hanoi und Haiphong verwendete das SAC die B-52 Stratofortress. Die möglichen Flugzeiten aller Kampfflugzeuge erhöhten sich durch den erstmals bedarfsdeckenden Einsatz des Tankflugzeugs KC-135 Stratotanker enorm.
Die Luftstreitkräfte waren von den neuerlichen Budgetbeschneidungen nach dem Ende des Vietnameinsatzes in den 1970er Jahren aufgrund ihres hohen Finanzbedarfs am stärksten betroffen. Die verbliebenen Mittel investierten sie vor allem in die Entwicklung neuer Flugzeugmodelle und Raketentypen, während sie die Weltallpräsenz der Vereinigten Staaten vorantrieb. Zu den teilweise bis heute im Dienst geführten und weltweit exportierten Neuentwicklungen der Zeit gehören die A-10 Thunderbolt, die Mehrzweckflugzeuge F-14 Tomcat, F-15 Eagle und F-16 Fighting Falcon sowie das Aufklärungsflugzeug E-3 Sentry und die Interkontinentalrakete MX Peacekeeper. Die Bedeutung der sonst kaum öffentlichkeitswirksamen Logistik der Streitkraft, die einen Großteil ihres Budgets ausmacht, verdeutlichte die Operation Nickel Grass zur Unterstützung der israelischen Streitkräfte im Jom-Kippur-Krieg im Oktober 1973, die vor allem die Großraumtransporter C-5 Galaxy und C-141 Starlifter trugen.
In der Operation Eagle Claw im Jahre 1979 versuchten die Vereinigten Staaten unter Rückgriff auf erfahrene Piloten der Air Force und des United States Marine Corps und Mitglieder der Delta Force die Geiselnahme von Teheran militärisch zu lösen. Die Operation scheiterte an ihrer zu riskanten Planung und nicht einberechneten Schwierigkeiten.
Der Einmarsch der Sowjetunion in Afghanistan im Jahre 1979, der die Kräfte der Roten Armee in den folgenden zehn Jahren bis zum Rückzug außergewöhnlich stark beanspruchte, verschob zusammen mit der massiven Budgeterhöhung des 1980 gewählten US-Präsidenten Ronald Reagan die Balance gegenüber den sowjetischen Luftstreitkräften wieder zugunsten der Luftstreitkräfte der Vereinigten Staaten. Neben der Strategic Defense Initiative waren die Entwicklung der Tarnkappentechnik und ihre Anwendung auf die vier in den 1980ern entwickelten oder eingeführten B-1B Lancer, B-2 Spirit, F-117 Nighthawk und F-22 Raptor. Der Kampfhubschrauber Comanche baute ebenfalls auf dieser Technik auf, allerdings kündigte die Army im Jahre 2004 dessen Beschaffung, weil in seiner Entwicklung zu viele technische Hindernisse aufgetreten und das Einsatzprofil des Modells veraltet war.
Die meisten Einsätze des US-Militärs in den 1980ern bauten auf der logistischen Zuverlässigkeit der Air Force auf, darunter die Operation Urgent Fury in Grenada 1983, die Luftangriffe auf Libyen im Jahre 1986 und die Intervention in Panama 1989.
Die Auseinandersetzung der amerikanischen mit der russischen Militärluftfahrt gehört zu den dramatischsten und kontroversesten des Kalten Krieges. Auf keinem anderen Gebiet der Verteidigungspolitik und der Rüstung war das Wettrüsten umkämpfter als auf dem des Flugzeugbaus und der Flugzeugbeschaffung.
Der Film Top Gun mit Tom Cruise und Kelly McGillis in den Hauptrollen löste bei seinem Erscheinen im Jahre 1986 einen Ansturm auf die Rekrutierungsbüros der Air Force aus.

## Nach dem Kalten Krieg
Während der 1990er Jahre führten die Luftstreitkräfte neben Kriegseinsätzen auch mehrere Daueraufträge durch.  Bereits kurz nach dem Ende verzeichnete die Air Force ihren ersten Großeinsatz. Sie bereitete während der Operationen Desert Shield und Desert Storm im Zuge des Zweiten Golfkriegs die viertägige Zerschlagung der irakischen Armee durch die Bodenoffensive mit einer sechswöchigen Bombardierungskampagne vor. Während der Offensive selbst leisteten die vom Militär fast abgeschriebenen Hubschraubermodelle AH-1 Cobra und OH-58 Kiowa ungewöhnlich guten Dienst und waren beim Gegner gefürchtet. Dies verlängerte ihre Lebensdauer um beinahe zehn Jahre.
Viele Einheiten der Air Force verblieben am Golf, einerseits als Teil einer langfristigen Geostrategie, andererseits zur Überwachung der Flugverbotszonen im Norden und Süden des Irak zum Schutz der ethnischen Minderheiten des Landes. Noch bis 1996 überwachten die Vereinigten Staaten in der Operation Provide Comfort die Flugverbotszone Nord nördlich des 36. Breitengrades, während Operation Southern Watch bis zum Sturz Saddam Husseins durch die erneute Intervention der USA anhielt.
Trotz der siegreichen Auseinandersetzung am Persischen Golf schienen die Luftstreitkräfte wie das gesamte Militär angesichts des Zerfalls der Sowjetunion überproportioniert. Daher deaktivierte die Air Force viele traditionsreiche Geschwader, schloss Stützpunkte und stellte Fluggerät außer Dienst. Betrug die Stärke der Air Force Ende der 1980er knapp 600.000 Mann, wurde sie bis 1996 auf 388.000 Mann verkleinert. Das Strategic Air Command und das Tactical Air Command  gingen im Air Combat Command auf, das Air Mobility Command ersetzte das Military Airlift Command.
Der zweite bedeutende Dauereinsatz geschah im Rahmen des Jugoslawischen Bürgerkrieges auf dem Balkan von 1992 – 1995. In der Operation Deny Flight setzten die Vereinigten Staaten über Bosnien-Herzegowina ein Flugverbot für Flugzeuge der jugoslawischen Armee durch. Gegen Ende des Krieges bombardierten amerikanische Luftstreitkräfte von Stützpunkten in Italien und von den Flugzeugträgern Nimitz und America in der Adria aus Ziele der Armee der Republika Srpska, die von den Vereinten Nationen designierte Schutzzonen missachteten, UN-Friedenstruppen als Schutzschilde missbrauchten und die ansässige Zivilbevölkerung bedrohten. In diesem Zusammenhang gelangte der Pilot Scott O’Grady durch seine Rettung aus Bosnien nach dem Abschuss seines Flugzeuges zu einer Bekanntheit, die sich auch in der Populärkultur niederschlug.
In der Operation Desert Fox bombardierten amerikanische Luftstreitkräfte 1998 zur Durchsetzung von Resolutionen des UN-Sicherheitsrates mehrere Tage lang militärische und infrastrukturelle Ziele im Irak.
Im Rahmen der NATO trugen amerikanische Luftverbände im Kosovokrieg 1999 die Hauptlast der Luftkampagne Operation Allied Force. Die versehentliche Bombardierung der chinesischen Botschaft in Belgrad wurde dabei als außerordentlicher Fehlschlag bekannt.